# Abraxas radioreversa
Abraxas radioreversa är en fjärilsart som beskrevs av Edward Alfred Cockayne 1951. Abraxas radioreversa ingår i släktet Abraxas och familjen mätare. Inga underarter finns listade i Catalogue of Life.